# Batalha de Banquan
A Batalha de Banquan (chinês simplificado: 阪泉之战; chinês tradicional 阪泉之戰; pinyin: Bǎn Quán Zhī Zhàn) é a primeira batalha da história da China segundo a historiografia tradicional de Sima Qian no seu livro Registos do Historiador. Foi travada entre Huangdi, o Imperador Amarelo e Yandi, o Imperador Vermelho. A "Batalha de Banquan" pode referir-se na verdade a uma de três séries de batalhas. O Imperador Amarelo pouco depois enfrentou-se a Chiyou na Batalha de Zhuolu. Ambas batalhas tiveram lugar em lugares não muito distantes e em planícies próximas e ambas envolveram o Imperador Amarelo. Considera-se que a Batalha de Banquan formou a tribo Huaxia, a base da civilização chinesa Han.
Não se sabe muito acerca da batalha e, tal como muitos outros eventos da altura, são fortemente idealizados pela mitologia. Por causa disto, a historicidade da narração da batalha é discutida. A historiografia chinesa tradicional situa-a no século XVI a.C..
As tribos Shennong originalmente eram uma rama dos povos agrícolas do Neolítico da Planície de Guanzhong, que fica para oeste. Estes expandiram-se ao longo do Planalto de Loess antes migrar a leste além das Montanhas Taihang. Gerações mais tarde, a tribo estava em conflito com outras tribos em expansão, tais como as tribos Jiuli lideradas por Chiyou e a tribos Youxiong lideradas pelo Imperador Amarelo.
Depois de três grandes combates, o Imperador das Chamas perdeu a batalha e cedeu a liderança ao Imperador Amarelo. As tribos Youxiong e Shennong fizeram então uma aliança, formando as tribos Yanhuang, adicionando também pequenas tribos à sua área de influência.

## Consequências
A expensão dos Yanhuang foi impeticada por Chiyou, o qual voltaria a atacar os territórios de Shennong de novo. A tribo Yanghuang respondeu batendo-se com Chiyou na Batalha de Zhuolu e foi vitoriosa. A tribo Yanhuang poderia então, expandir-se a leste sem problemas e formou o que se tornaria na chamada civilização Huaxia, a percursora da civilização chinesa Han. Hodiernamente, o povo chinês continua a considerar-se como "os descendentes de Yan e Huang".